# Hōfu
Hōfu (防府市, Hōfu-shi) és una ciutat de la prefectura de Yamaguchi, al Japó.
El febrer de 2016 tenia una població estimada de 117.487 habitants i una densitat de població d'habitants per 622 km². Té una àrea total de 188,59 km².

## Geografia
Hōfu està situada al sud de la prefectura de Yamaguchi, de cara al mar de Suo-nada pel sud. El riu Saba creua la ciutat de nord-est a sud-oest. L'illa de Mukoujima pertany al municipi i hi està connectada per un pont.

## Història
Hōfu fou fundada el 25 d'agost de 1936.